# 日夏氏
日夏氏(ひなつし／ひなつうじ)は、日本の氏族、六角氏庶流。近江国の在地土豪。

## 出自
六角氏の一族が南北朝時代に、近江国犬上郡日夏荘（現在の彦根市）に日夏城を築き日夏姓を名乗った。
九条家諸太夫の地下家の日夏氏は、本姓が大中臣氏のため関係はない。

## 概略
南北朝時代は南朝に属していた。戦国時代も日夏城に拠っていたが、元亀4年(1573年)に、当主日夏越前守が戦死しその後の一族の消息は不明である。
一族の一部が二本松藩や篠山藩に仕えた。松平家時代の篠山藩から兵法家の日夏繁高が江戸に出ている。
二本松藩士の家系は維新後、菓子店を開業しこれは現在も続いている。